# Dicranoloma perremotifolium
Dicranoloma perremotifolium là một loài Rêu trong họ Dicranaceae. Loài này được (Dusén) Broth. mô tả khoa học đầu tiên năm 1924.